# Hermann Sudermann
Hermann Sudermann (30. září 1857 v Matzicken (Macikai), okres Heydekrug, Východní Prusko – 21. listopadu 1928 Berlín) byl německý novinář, spisovatel a dramatik.

## Životopis
Hermann Sudermann se narodil v rodině farmáře a sládka Johanna Sudermanna (1818–1887) a Dorothey rozené Raabe (1825–1923). Měl tři sourozence: Johanna Ottu (1859), Franze Heinricha (1860) a Eduarda Huga (1864). Rodina otce pocházela z holandských mennonitů, kteří se přistěhovali do delty Visly. Hermann navštěvoval základní školu v Heydekrugu a střední školu v Elbingu. Nastoupil do učení jako lékárník, které kvůli zdravotním problémům nedokončil. V roce 1872 vstoupil na Tilsiter Realgymnasium, kde v roce 1875 složil imatrikulační zkoušku. Poté studoval na Albertově univerzitě v Königsbergu historii a filozofii a stal se členem sboru studentského bratrstva Litva. Roku 1877 přešel na Berlínskou univerzitu Friedricha Wilhelma. Z finančních důvodů se stal vychovatelem synů bankéře a spisovatele Hanse Hopfena a studia přerušil.

### Novinář a spisovatel
V roce 1881 byl nejprve novinářem Liberalen Korrespondenz, poté šéfredaktorem liberálních novin Das deutsche Reichsblatt v Berlíně a v roce 1882 redaktorem Reichsfreund, kde také vyšly jeho první povídky. Roku 1891 se oženil s ovdovělou spisovatelkou Clarou Laucknerovou (1861–1924), která do manželství přivedla tři děti, žili v Königsbergu, poté v Drážďanech, ale nakonec se v roce 1895 usadili v Berlíně. Jeho jediné biologické dítě, dcera Hede (1892–1984) se provdala za spisovatele, básníka a publicistu Hanse Frentze.
V roce 1900 se stal předsedou asociace Goethe-Bund, která protestovala proti pokusům Lexe Heinze o cenzuru. Mezi spisovatele, kteří se s ním přátelili, patřili Paul Heyse, Friedrich Spielhagen a Ludwig Fulda. Sudermann sbíral obrazy a sochy, cestoval do Riva del Garda (sanatoria Christopha Hartunga), do Ultenu v Jižním Tyrolsku, Řecka, Egypta, Blízkého východu a Indie. Od roku 1902 úspěchem zhýčkaný Sudermann „bydlel“ na zámku, který koupil s velkým parkem na panství Blankensee u Trebbinu v Braniborsku. Palác i park vybavil uměleckými předměty ze své sbírky, včetně kousků, které si přivezl z cest. V roce 1909 získal prestižní vilu na Bettinastraße 3 v Berlíně-Grunewaldu, kterou podle tam přiložené pamětní desky užíval od roku 1916 až do své smrti jako městský byt. Preferovaným místem pobytu však zůstalo panství Blankensee. Po jeho smrti převzala vilu v Grunewaldu nadace Sudermann a udržovala zde Sudermannův památník. V roce 2005 nadace dům prodala z důvodu nedostatku financí; v témže roce byly vydraženy Sudermannovy věci.

### První světová válka
Na začátku první světové války zastihla Sudermanna národní vlna nadšení. Psal vlasteneckou poezii a sbíral dary pro lidi, kteří "potřebovali" válku. Na podzim 1914 byl spolu s Ludwigem Fuldou a Georgem Reickem jedním z autorů výzvy k 93 vědcům a umělcům „An die Kulturwelt!“.  Po roce 1918 byl jedním ze zakladatelů asociace „Bundes schaffender Künstler“, ale byl démonizován jako politický oportunista. V roce 1924 mu zemřela manželka.
Hermann Sudermann zemřel ve věku 71 let na zápal plic a předchozí mrtvici. Jeho nevlastní syn Rolf Lauckner (1887–1954) a další, podle jeho závěti, založili nadaci Hermann-Sudermann-Stiftung, která podporovala autory v nouzi.

## Práce
Sudermann si udělal jméno jako vypravěč už jako dramatik. Sebranými povídkami Im Zwielicht (1886) se "orientoval" na Guye de Maupassanta. Svým prvním románem Frau Sorge (1887), "Bildungsroman" s prvky společenského románu, nazvaným podle motivu z Fausta II., zřejmě navázal na školu Friedricha Spielhagena. Jeho román The Katzensteg (1890) zaznamenal inscenované pózy a mytickou nadsázku, stejně jako vztahy k obrazům jako Triton a Nereid od Arnolda Böcklina. Podle literárního vědce Petera Sprengela však šlo o víc než o stylistickou konvenci, ale o protest proti klerikálně zúženému křesťanství. Vypravěč Sudermann působil ambivalentně až do 20. století. Na jedné straně byl podezřelý, že je triviální; na druhou stranu vyprávěl příběhy vzrušujícím způsobem a s citem pro efekty. Současné odkazy a jeho liberální nasazení staví Sudermanna do blízkosti literární moderny. Jeho důkladně reflektivní, ale neporušené zacházení s tradičními literárními předlohami, klišé a artefakty však zvyšuje patos pocitu, který měl být čtenářům předán.
V roce 1889 Sudermannovo drama Die Ehrlich bylo senzací v berlínském Lessingtheater. Sudermann v něm postavil do kontrastu pojetí cti bohatých a chudých a kontrastem přední budovy a zadní budovy zobrazil odlišné životní podmínky berlínské buržoazie a proletariátu. Hra, kterou pravidelně hrála i nově založená Freie Volksbühne, vybudovala Sudermannovi pověst nejvýznamnějšího dramatika naturalismu vedle Gerharta Hauptmanna.
Premiéru jeho uměleckého dramatu Sodoms Ende (1891) zakázal šéf berlínské policie Bernhard von Richthofen. Až po intervenci divadelníka Oscara Blumenthala u pruského ministra vnitra Ernsta Ludwiga Herrfurtha a po drobných škrtech bylo představení povoleno. Císař Wilhelm II. se však dramatem urazil, vyvinul na Herrfurtha nátlak a na protest opustil v roce 1892 svou lóži ve Wallnerově divadle, když se tam měla hra hrát. Hra byla zakázána v Kasselu a Mnichově, v Bielefeldu a Halle došlo k veřejným protestům křesťanských konzervativců.
Nejúspěšnější hrou Sudermanna se stala Heimat (1893), příběh mladé ženy, která se vzepře otcovým svatebním plánům a vrací se do vlasti jako slavná operní pěvkyně. Hra byla populární nejen v Anglii a USA, kde se Sarah Bernhardt a Eleonora Duse proslavily svými hlavními rolemi. Současní kritici jako Maximilian Harden, Franz Mehring a Alfred Kerr ho však obvinili z upřednostňování konvenčních řešení ve prospěch efektivity jeviště. Sudermann jednal se svými kritiky v roce 1902 (Die Verrohung der Theaterkritik) a ve svých dramatech se držel mravních ideálů, které definovaly naturalismus kolem roku 1890. Ve své domovině zaznamenal obrovský úspěch, zejména v Městském divadle Elbing s dramatem Das Glück im Winkel, pravděpodobně v neposlední řadě na pozadí tamního představení v režii Paula Alberta Glaesera-Wilkena v říjnu 1910.
S klesajícím úspěchem svého dramatu se Sudermann stále více věnoval prozaickým dílům, které čerpaly z tradic poetického realismu a zdály se těsněji spjaty s jeho vlastí (Litauische Geschichten, 1917).

### Ocenění
- 1873 Cena „Schillerpreis“ (kopie básníkových kompletních děl) od „Schillerkomitee Tilsit“ za vynikající školní výsledky na „Städtische Realschule zu Tilsit“
- 1912 Vyznamenání „Pruského řádu koruny 3. třídy“ – osobně předal císař Wilhelm II. (jako uznání Sudermannovy pozice a činnosti na veřejnosti)
- 1918 Železný kříž 2. třídy za obnovu Goethova spolku, který založil
- 1921 Pocta Sudermannovi vydáním nouzových peněz města Heydekrug/Memelland s portrétem, ilustrací rodného domu a textem jeho básně.

Po smrti ho města a obce uctívaly názvy ulic, památkami a budovami nebo kulturními institucemi.
- Nadace Hermanna Sudermanna na podporu autorů v nouzi se sídlem v Berlíně
- Sudermannův památník v Šilutė (Heydekrug), Litva
- Sudermannovo muzeum v bývalém pivovaru panství Matzicken provozovaném Sudermannovými rodiči v Macikai/Šilutė (Mazicken), Litva.
- Pamětní kabinet v bývalé pracovně na zámku Sudermann (Sudermannův dům) v Blankensee, Trebbin v Braniborsku
- Pamětní deska na domě na Bettinastrasse 3 v Berlíně-Grunewaldu
- Čestný hrob města Berlína na hřbitově Grunewald
- Hermann Sudermann High School Klaipėda (Memel)
- Via Hermann Sudermann v Riva del Garda
- Sudermannstrasse, v berlínské čtvrti Marzahn-Hellersdorf
- Sudermannstrasse, v obci Kamp-Lintfort v Severním Porýní-Vestfálsku
- Sudermannstrasse v cottbusské čtvrti Ströbitz

## Dílo

### Divadelní hry
P = Premieren zu Lebzeiten, V = nachfolgende Vorstellungen, B = Bucherscheinungsjahr, A = Auflage in Tausend zu Lebzeiten.
- Die Ehre (Drama), P 27. November 1889 Lessingtheater Berlin, V 98, B 1890, A 65 (Aufl. anno 1894 online – Internet Archive)
- Sodoms Ende (Künstlerdrama), P 5. November 1890 Lessingtheater Berlin, V 43, B 1891, A 31
- Heimat (Schauspiel), P 7. Januar 1893 Lessingtheater Berlin, V 78, B 1893, A 59
- Der Katzensteg [von Sudermann selbst dramatisierter Roman gleichen Titels]
- Die Schmetterlingsschlacht (Komödie), P 6. Oktober 1894 Lessingtheater Berlin, V 21, u. Burgtheater Wien, V 21, B 1895, A 15 [9. Aufl., Stuttgart: Cotta, 1904. Digitalisierte Ausgabe der Universitäts- und Landesbibliothek Düsseldorf]
- Das Glück im Winkel (Schauspiel), P 11. November 1895 Burgtheater Vídeň, V 22, B 1896, A 28
- Morituri (Drei Einakter: Teja, Fritzchen, Das ewig Männliche), P 3. Oktober 1896 Burgtheater Wien, V 30, u. Deutsches Theater Berlin, V 57, B 1896, A 24
- Johannes (Tragödie), P 15. Januar 1898 Deutsches Theater Berlin, V 79, u. Königliches Schauspielhaus Drážďany, V 22, B 1897, A 33
- Die drei Reiherfedern (Dramatisches Gedicht), P 21. Januar 1899 Königliches Schauspielhaus Dresden, V 5, u. Deutsches Theater Berlin, V 13, u. Königliches Hoftheater Stuttgart, V 3, B 1898, A 16
- Johannisfeuer (Schauspiel), P 5. Oktober 1900 Lessingtheater Berlin, V 77, B 1900, A 43 (Aufl. anno 1903 online – Internet Archive)
- Es lebe das Leben (Drama), P 1. Februar 1902 Deutsches Theater Berlin, V 83, B 1902, A 29
- Der Sturmgeselle Sokrates (Komödie), P 3. Oktober 1903 Lessingtheater Berlin, V 28, B 1903, A 15
- Stein unter Steinen (Schauspiel), P 7. Oktober 1905 Lessingtheater Berlin, V 48, B 1905, A 19
- Das Blumenboot (Schauspiel), P 6. Oktober 1906 Lessingtheater Berlin, V 49, u. Schauspielhaus Düsseldorf, V 20, B 1905, A 12
- Rosen (vier Einakter: Die Lichtbänder, Margot, Der letzte Besuch und Ferne Prinzessin), P 3. Oktober 1907 Burgtheater Wien, V 11, u. P 26. Oktober 1907 Königliches Hoftheater Stuttgart, V 2, B 1907, A 10
- Strandkinder (Schauspiel), P 21. Dezember 1909 Königliches Schauspielhaus Berlin, V 45, B 1909, A 10
- Der Bettler von Syrakus (Tragödie), P 19. Oktober 1911 Königliches Schauspielhaus Berlin, V 35, B 1911, A 10
- Der gute Ruf (Schauspiel), P 7. Januar 1913 Deutsches Schauspielhaus Berlin, V 53, u. Schauspielhaus Mnichov, V 12, B 1913
- Die Lobgesänge des Claudian (Drama), P 20. Januar 1914 Deutsches Schauspielhaus Hamburg, V 3
- Die entgötterte Welt (Dramenreihe: Die Freundin, Die gutgeschnittene Ecke und Das höhere Leben), 1915
- Die Raschhoffs (Drama), P 18. Oktober 1919 Neues Schauspielhaus Königsberg, V 34, B 1920, A 8
- Das deutsche Schicksal (Vaterländische Dramenreihe: Heilige Zeit, Opfer und Notruf), 1920
- Wie die Träumenden (Schauspiel). 1922. U: 7. November 1922 Neues Schauspielhaus Königsberg
- Der Hasenfellhändler (Schauspiel), 1927

### Povídky, novely, romány
- Der Günstling der Präsidentin [Serie in Schroers Familienblatt], vor 1887
- Im Zwielicht. Zwölf zwanglose Geschichten, 1887 (Aufl. anno 1896 online – Internet Archive) [Neudr. 1972 u.d.T. Das römische Bad Langen-Müller]
- Frau Sorge (Roman), 1887
- Der Katzensteg (Roman), 1890
- Jolanthes Hochzeit (Erzählung), 1892
- Es war (Roman), 1894
- Das Hohe Lied (Roman), 1908
- Die indische Lilie (sieben Erzählungen), 1911
- Litauische Geschichten (vier Erzählungen: Die Reise nach Tilsit, Miks Bumbullis, Jons und Erdme, Die Magd), 1917
- Wo der Strom stiller wird [Abbruch nach dem ersten Kapitel – Folgeband von Das Bilderbuch meiner Jugend], 1922
- Der tolle Professor (Roman), 1926
- Die Frau des Steffen Tromholt (Roman), 1927
- Purzelchen (Roman), 1928

### Další publikace
- Verrohung in der Theaterkritik. Zeitgemäße Betrachtungen. 1902
- Bilderbuch meiner Jugend. 1922
- als Hg. Im Paradies der Heimat. Geschichten aus der Ostmark. Paul Franke, Berlin 1928 u. ö

### Filmové adaptace
- 1913: Die Sünden der Väter
- 1914: Die Geschichte der stillen Mühle
- 1915: Der Katzensteg (weitere Verfilmungen 1927, 1937 und 1974)
- 1924: Die Schmetterlingsschlacht
- 1926: Es war
- 1927: Sonnenaufgang – Lied von zwei Menschen – nach der Novelle „Die Reise nach Tilsit“
- 1928: Frau Sorge
- 1929: Wonder of Women
- 1933: Das Hohe Lied
- 1938: Heimat
- 1939: Die Reise nach Tilsit
- 1939: Johannisfeuer
- 1942: Hochzeit auf Bärenhof – nach der Novelle „Jolanthes Hochzeit“
- 1954: … und ewig bleibt die Liebe – nach dem Bühnenstück „Johannisfeuer“
- 1959: Jons und Erdme
- 1969: Die Reise nach Tilsit (TV-Film mit Ruth Maria Kubitschek in einer der Hauptrollen)
- 1975: Der Katzensteg
- 1981: Reise ins Paradies – nach der Novelle „Die Reise nach Tilsit“

### V češtině
- Domov: činohra o čtyřech jednáních – přeložil M. A. Šimáček. 1893
- Čest: hra o čtyřech dějstvích – př. Ignát Hermann. Praha: Jaroslav Pospíšil, 1893[1]
- Domov: drama o čtyřech dějstvích – př. J. Kühnl. Praha: I. L. Kober, 1894 — Nově upravila Marie L. Künlová. 1920[2]
- Dědic prokletého jmena: román – př. Václav Kucínský. Praha: Národní tiskárna a nakladatelstvo, 1895[3]
- Zkáza Sodomy: drama v pěti jednáních – př. Augustin Spáčil. Praha: Mamert Knapp, 1897
- Skryté štěstí: činohra o třech jednáních – př. J. V. Pulda. Praha: M. Knapp, 1899
- Starost: román – př. Karel Mašek. Praha: Jan Otto, 1902
- Zápas motýlů: komedie o 4 dějstvích – př. Otto Faster. Praha: M. Knapp, 1903
- Starost = (Frau Sorge): román – př. Louis Křikava. Praha: B. Kočí, 1908[4]
- Píseň písní – př. Adolf Neumann. Praha: Antonín Hajn, 1910
- Svatojanské ohně: hra o 4 jednáních – př. A. Růžička. Praha: M. Knapp, 1911
- Kočičí stezka – př. Josef Hodek. Rokycany: Krameriova Knihovna, 1912[5]
- Proměněný vějíř – úvod František Sekanina; př. Štěpán Jež; in: 1000 nejkrásnějších novel... č. 52. Praha: J. R. Vilímek, 1913
- Indická lilie; Životní plán; Píseň umírajícího; Třetí trpitelkou; Jeseň; Radující se lidé; Thea – př. Pavel Dušan; [Obsahuje přívazky: V žaláři – Konstantin Veličkov. Cizinci – Ivan Cankar]. Praha: České slovo, 1913
- Kočičí lávka – př. Karel Horký. Praha: E. Beaufort, 1913
- Hvězdy, po nichž nikdo nezatouží--: novelly – př. O. Klen. Praha: Nebeský a Beznoska, 1921
- Tělo a ďábel: román – př. Ota Klein. Praha: Miloslav Nebeský, 1928
- Starost – př. Alexander Fleischer. Praha: Přítel knihy, 1928
- Litevské povídky – př. A. B. Šrámek. Praha: M. Nebeský, 1929
- Manželství paní Tromholtové: román – př. Karel Weinfurter. Praha: M. Nebeský, 1929[6][7]

#### Eseje
- Leopold Jessner, Victor Barnowsky u. a.: Sudermann als Rollenschreiber. In: Berliner Börsen-Courier, Ausgabe vom 30. September 1927. Erste Beilage, S. 5–6
- Die Schilderung der Grossstadtgesellschaft bei Herrmann Sudermann – von Edith Bentsits. Praha: 1935–1936
- Peter Noss: Sudermann, Hermann. In: Biographisch-Bibliographisches Kirchenlexikon (BBKL). Band 11, Bautz, Herzberg 1996, Sp. 169–183.
- Günter Helmes: Hermann Sudermann: „Frau Sorge“. In: Reclams Romanlexikon, Band 2. Stuttgart 1999, S. 529–531
- Günter Helmes: Hermann Sudermann: „Der Katzensteg“. In: Reclams Romanlexikon, Band 2. Stuttgart 1999, S. 531–533
- Jutta Noak, "Hermann Sudermann – ein Schriftsteller zwischen Litauen und Deutschland", in Annaberger Annalen, No. 11, 2003, pp. 159–185
- Jessica Stegemann, Thorsten Stegemann: Sudermann, Hermann. In: Neue Deutsche Biographie (NDB). Band 25, Duncker & Humbolt, Berlin 2013, S. 669 (Digitalisat)

#### Knihy
- W. Kawerau, Hermann Sudermann, 1897
- H. Landsberg, Hermann Sudermann, 1902
- H. Jung, Hermann Sudermann, 1902
- H. Schoen, Hermann Sudermann, poète dramatique et romancier, 1905
- Gilman, D. C.; Peck, H. T.; Colby, F. M., eds. (1905). "Sudermann, Hermann". New International Encyclopedia (1st ed.). New York: Dodd, Mead.
- I. Axelrod, Hermann Sudermann, 1907
- Hartmann, Jacob Wittmer (1920). "Sudermann, Hermann". In Rines, George Edwin (ed.). Encyclopedia Americana
- Theodor Kappstein: Hermann Sudermann und seine besten Bühnenwerke. Eine Einführung. F. Schneider, Berlin & Lipsko 1922
- Kurt Busse: Hermann Sudermann. Sein Werk und sein Wesen. Cotta, Stuttgart u. a. 1927
- Dorothea Kuhn, Hermann Sudermann: Porträt und Selbstporträt, 1978
- Walter T. Rix (Hrsg.): Hermann Sudermann. Werk und Wirkung. Königshausen und Neumann, Würzburg 1980.
- Cordelia E. Stroinigg, Sudermann's "Frau Sorge": Jugendstil, archetype, fairy tale, New York: P. Lang, 1995
- Werner Sulzgruber: Hermann Sudermann „Heimat“. Betrachtungen und Analysen zu einem vergessenen Schauspiel. Edition Praesens, Wien 1997
- Christiane Schiller: Bilinguismus. Zur Darstellung eines soziolinguistischen Phänomens in der Literatur. Dargestellt an Beispielen der regionalen Literatur Preußisch-Litauens: Hermann Sudermann „Litauische Geschichten“, Ieva Simonaitytė „Vilius Karalius“ (= Hallesche Sprach- und Textforschung; 7). Lang, Frankfurt/Main u. a. 2000
- Thorsten Stegemann: Literatur im Abseits. Studien zu ausgewählten Werken von Rainer Maria Rilke, Hermann Sudermann, Max Halbe, Gottfried Benn und Erich Kästner. Ibidem-Verlag, Stuttgart 2000
- Bernd Erhard Fischer: Hermann Sudermann in Blankensee (= Menschen und Orte). Ed. Fischer, Berlin 2002, (illustriert von Angelika Fischer)

#### Disertační práce
- Hans Jörgensen: Henrik Ibsen Einfluß auf Hermann Sudermann. Universität Lausanne 1904.
- Elis Herdin: Studien über Bericht und indirekte Rede im modernen Deutsch. Auswertung zeitgenössischer Werke von Hauptmann, Holz, Schnitzler, Sudermann, Ebers, Fontane, Ganghofer, Keller. Almquist & Wiksell, Uppsala 1905
- Harry Sharp Cannon: Sudermanns Treatment of Verse. Laupp, Tübingen 1922 (zugleich Dissertation Universität Baltimore 1922)
- Gora Iwanowa: Roman- und Novellentechnik bei Sudermann. Universität Mnichov 1925
- Hubert Walter: Sudermann und die Franzosen. Ein Beitrag zum Verständnis seiner Art und Kunst. Lechte Verlag, Emsdetten 1930 (zugleich Dissertation Universität Münster 1930)
- Gerhard Bock: Sudermanns episches Schaffen im Spiegel der Kritik. Universität Jena 1935
- Otto Martinetz: Hermann Sudermann als Erzähler. Vídeňská univerzita 1935
- Elisabeth Wellner: Gerhart Hauptmann und Hermann Sudermann im Konkurrenzkampf. Universität Wien 1949
- Rodney H. Mathers: Sudermann and the Critics. An analysis of the criticism of Sudermann’s works and of his revolt against the literary criticism of his time. University of South California, Los Angeles 1951
- Marie-Luise Correns: Bühnenwerk und Publikum. Eine Untersuchung der Struktur von vier erfolgreiche Dramen um die letzte Jahrhundertwende in Berlin. Universität Jena 1956 Inhalt: Sudermanns „Heimat“, Halbes „Jugend“, Hauptmanns „Fuhrmann Henschel“, Holz und Jerschkes „Traumulus.“
- Edith Lind: Die Szenenbemerkung bei H. Sudermann. Universität Wien 1961
- J. T. Grain: Sudermann in English. Universität Assen 1963
- Anatole Matulis: Lithuanian culture in the prose works of Hermann Sudermann, Ernst Wichert und Agnes Miegel. U. M. F, Ann Arbor, Michigan 1974 (zugleich Dissertation Michiganská univerzita 1963)
- Ingrid Nohl: Das dramatische Werk Hermann Sudermanns. Versuch einer Darstellung seiner Gesellschaftskritik auf dem Theater im 19. und 20. Jahrhundert und im Film. Universität Köln 1973
- Günter Walter Richter: Die Gesellschaftskritik im Prosawerk von Hermann Sudermann. Universität Urbana, Ill. 1975
- Jean Paul Mathieu Nannes: Hermann Sudermann. Eine Untersuchung seines theatralischen Erfolges. Univerzita v Utrechtu 1976
- Jean Paul Mathieu Nannes: Die Aufnahme der dramatischen Werke Hermann Sudermanns. Universität Utrecht 1979 (Habilitationsschrift)
- Cordelia E. Stroinigg: A reinterpretation of Sudermanns „Frau Sorge“. U. M. F., Ann Arbor, Michigan 1986 (zugleich Dissertation Universität Cincinnati, Ill. 1984)
- Barbara J. Wrasidlo: The Politics of German Naturalism. Holz, Sudermann, Hauptmann. University San Diego 1986
- Brigitte Stuhlmacher: Studien und Interpretation zu Dramen von Holz und Schlaf, Halbe, Sudermann, Hauptmann und Brecht. Universität Berlin 1987
- Karl Leydecker: Marriage and Divorce in the Plays of Hermann Sudermann. Peter Lang, Frankfurt nad Mohanem 1996, (zugleich Dissertation, Oxfordská univerzita Oxford 1996)
- Caren Kollek: Literarische Selbstfindungsprozesse um 1900. Personen-, Erotik- und Moralkonzeption in Erzähltexten von Arthur Schnitzler, Eduard von Keyserling und Hermann Sudermann. Ludwig, Kiel 2011, (Dissertation Universität Kiel 2008, 526 Seiten, unter dem Titel: Was wissen wir denn, was in unseren Seelen ist)
- Jason Doerre: Pessimism in Progress. Hermann Sudermann and the Liberal German Bourgeoisie. University of Massachusetts 2016